# Hajós Bill, a botcsinálta kalóz
A Hajós Bill, a botcsinálta kalóz (eredeti cím: The Steamboat Adventures of Riverboat Bill) 1986-ban bemutatott ausztrál rajzfilm, amelyet Cliff Green saját regénye alapján írta. Az animációs játékfilm rendezője és producere Paul Williams, zeneszerzője Kevin Hocking. A tévéfilm gyártója és forgalmazója a Phantascope.
Ausztráliában 1987-ben, Magyarországon 1993. május 31-én az MTV1-en vetítették le a televízióban.

## Magyar hangok
- Hajós Bill – Szersén Gyula
- David – Bolba Tamás
- Penelope – Somlai Edina
- Bunyip – Háda János
- Bíró – Elekes Pál
- Rendőrközeg – Vajda László
- Fekete Ben – Vass Gábor
- Morogi kapitány – Kun Vilmos
- Fred – Rosta Sándor
- Harry – Zalán János
- Fred felesége – Némedi Mari
- Harry felesége – Riha Zsófi
- Révész – Szoó György
- Postakocsis – Szűcs Sándor
- Miss Potering – Csere Ágnes
- Abu – Imre István
- Mozdonyvezető – Harsányi Gábor